# مالاد سيتي (أيداهو)
مالاد سيتي (بالإنجليزية: Malad City)‏ هي مدينة أمريكية تقع في ولاية أيداهو. ويبلغ عدد سكانها 2095 نسمة حسب إحصاء سنة 2010 م 2095.

## التركيبة السكانية
قام مكتب تعداد الولايات المتحدة بتحديد بيانات التركيبة السكانية لمالاد سيتي في تعداد الولايات المتحدة. في ما يلي، التركيبة السكانية حسب تعدادي 2000 و2010.

### تعداد عام 2000
بلغ عدد سكان مالاد سيتي 2,158 نسمة بحسب تعداد عام 2000، وبلغ عدد الأسر 797 أسرة وعدد العائلات 561 عائلة مقيمة في المدينة. في حين سجلت الكثافة السكانية 1,294.6 نسمة لكل ميل مربع (499.8/كم2). وبلغ عدد الوحدات السكنية 908 وحدة بمتوسط كثافة قدره 544.7 نسمة لكل ميل مربع (210.3/كم2).
وتوزع التركيب العرقي للمدينة بنسبة 98.01% من البيض و0.37% من الأمريكيين الأصليين و0.23% من الأمريكيين ذوي الأصول الآسيوية و0.09% من سكان جزر المحيط الهادئ و0.14% من الأمريكيين الأفارقة و0.60% من عرقين مختلطين أو أكثر.
بلغ عدد الأسر 797 أسرة كانت نسبة 34.3% منها لديها أطفال تحت سن الثامنة عشر تعيش معهم، وبلغت نسبة الأزواج القاطنين مع بعضهم البعض 61.5% من أصل المجموع الكلي للأسر، ونسبة 6.3% من الأسر كان لديها معيلات من الإناث دون وجود شريك، وكانت نسبة 29.5% من غير العائلات. تألفت نسبة 27.9% من أصل جميع الأسر من أفراد ونسبة 16.8% كانوا يعيش معهم شخص وحيد يبلغ من العمر 65 عاماً فما فوق. وبلغ متوسط حجم الأسرة المعيشية 3.24، أما متوسط حجم العائلات فبلغ 2.65.
بلغ العمر الوسطي للسكان 38 عاماً. وكانت نسبة 29.9% من القاطنين تحت سن الثامنة عشر، وكانت نسبة 7.1% بين الثامنة عشر والأربعة وعشرون عاماً، ونسبة 22.6% كانت واقعةً في الفئة العمرية ما بين الخامسة والعشرين حتى الرابعة والأربعين عاماً، ونسبة 20.0% كانت ما بين الخامسة والأربعين حتى الرابعة والستين، ونسبة 20.4% كانت ضمن فئة الخامسة والستين عاماً فما فوق. يوجد لكل 100 أنثى 92.7 ذكر، ويوجد لكل 100 أنثى في الثامنة عشر من عمرها فما فوق 92.2 ذكر.
بلغ متوسط دخل الأسرة في المدينة 32,235 دولار، أما متوسط دخل العائلة فبلغ 38,068 دولار. وكان متوسط دخل الذكور 29,125 دولار مقابل 19,338 دولار للإناث. وسجل دخل الفرد الخاص بالمدينة 13,926 دولار. وكانت نسبة 6.2% من العائلات ونسبة 10.0% من السكان تحت خط الفقر، وكان من هؤلاء نسبة 9.7% تحت سن الثامنة عشر ونسبة 13.8% في الخامسة والستين من العمر وما فوق.

## معرض صور

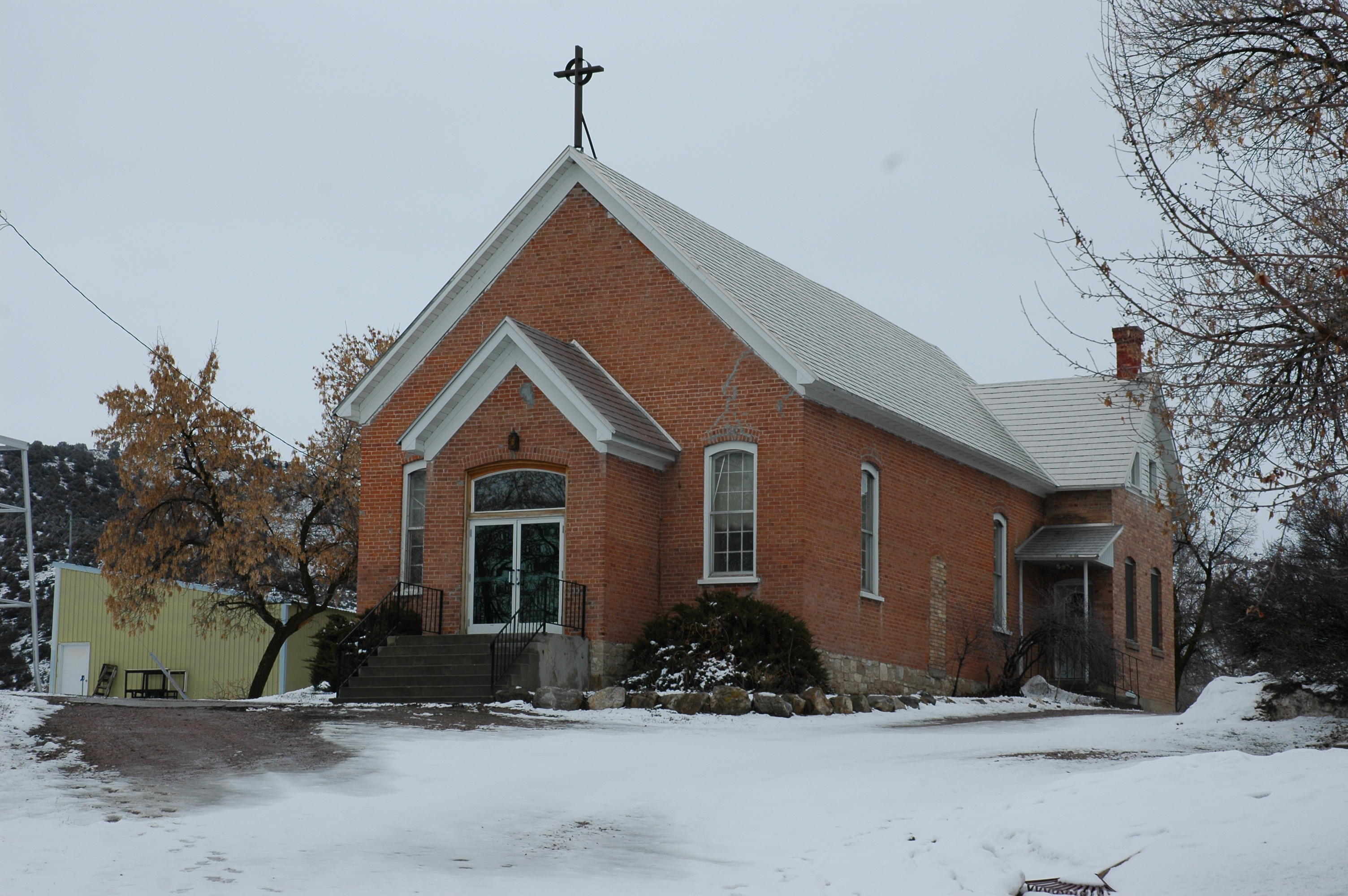
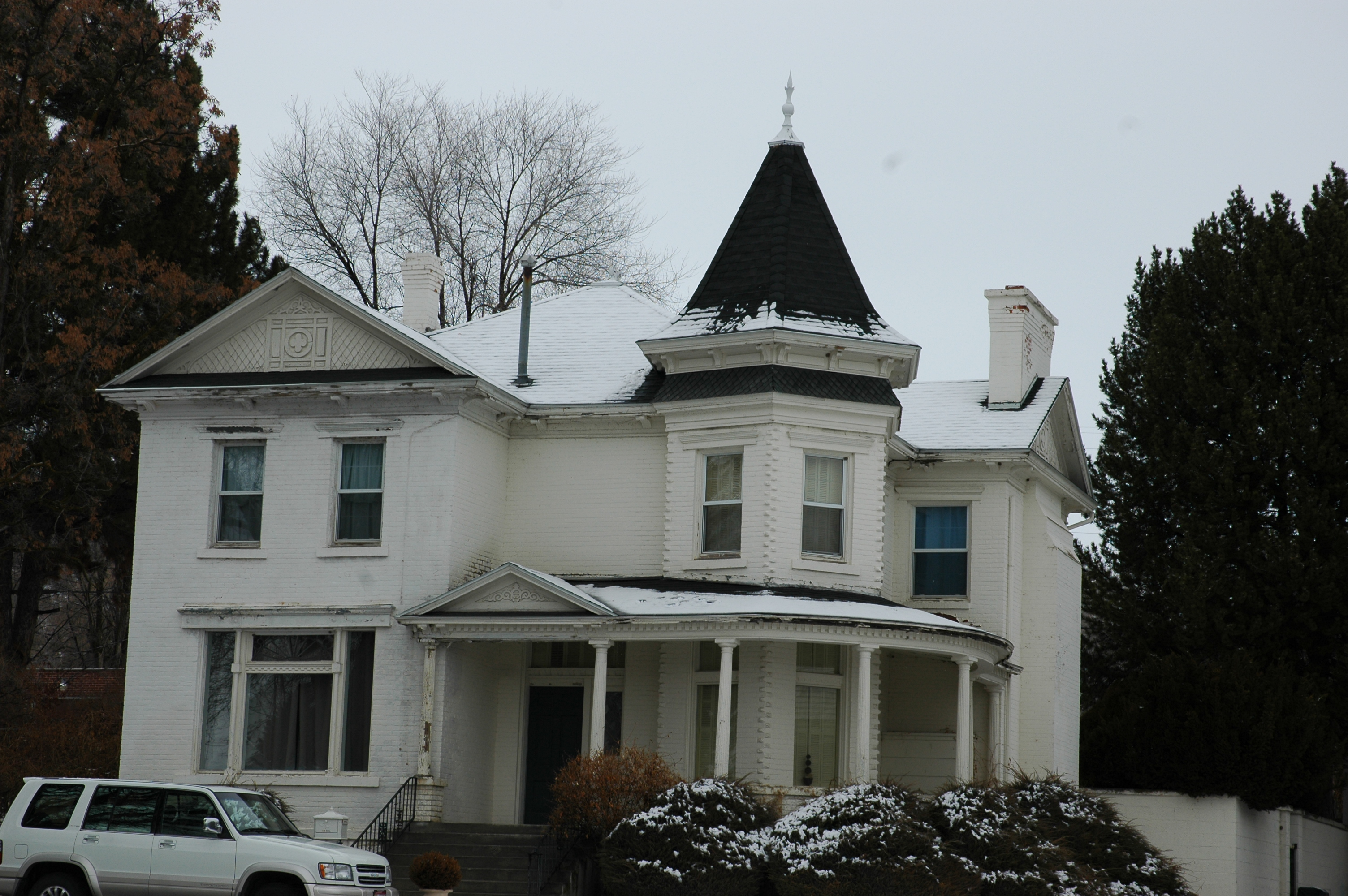
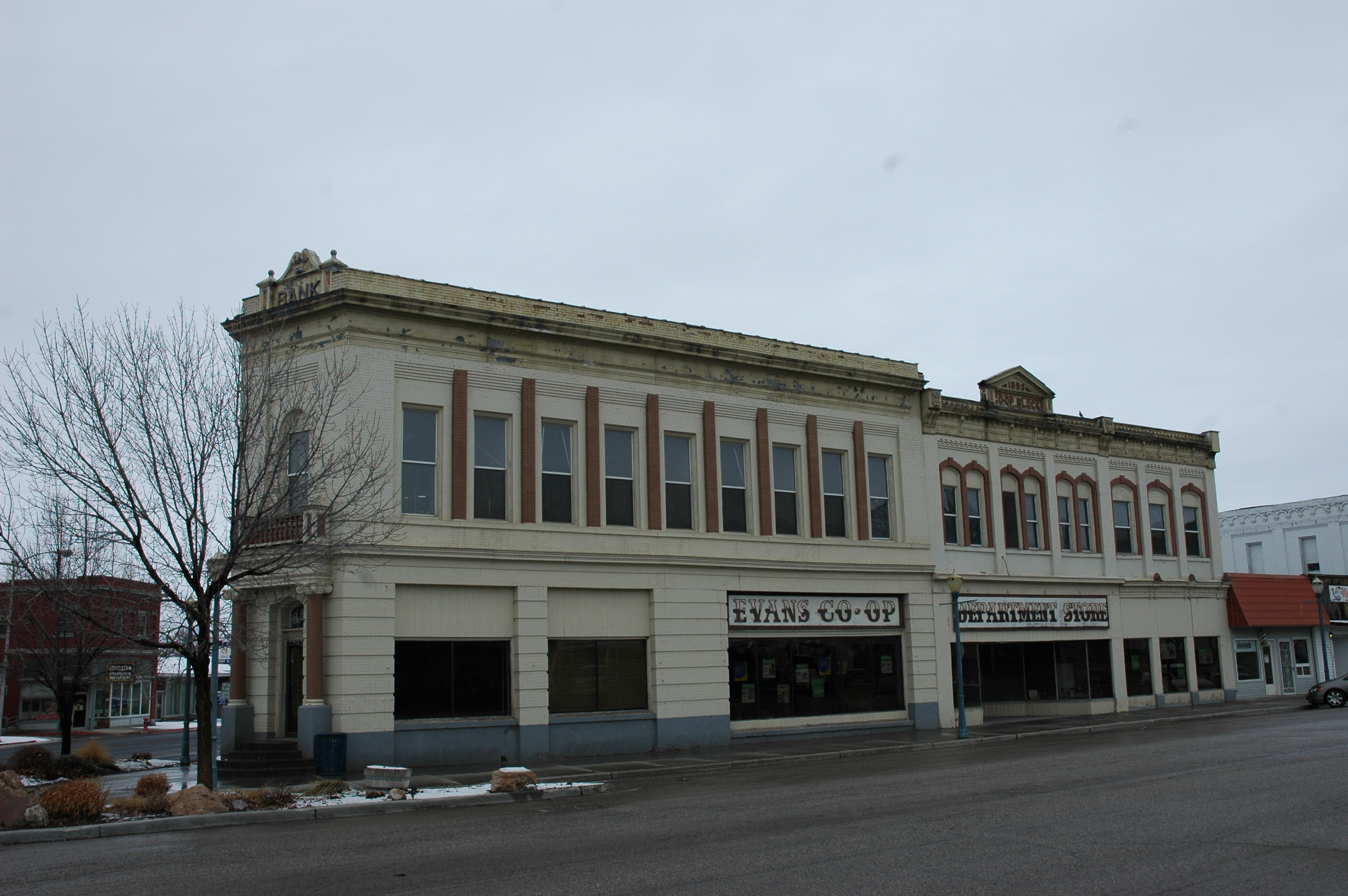
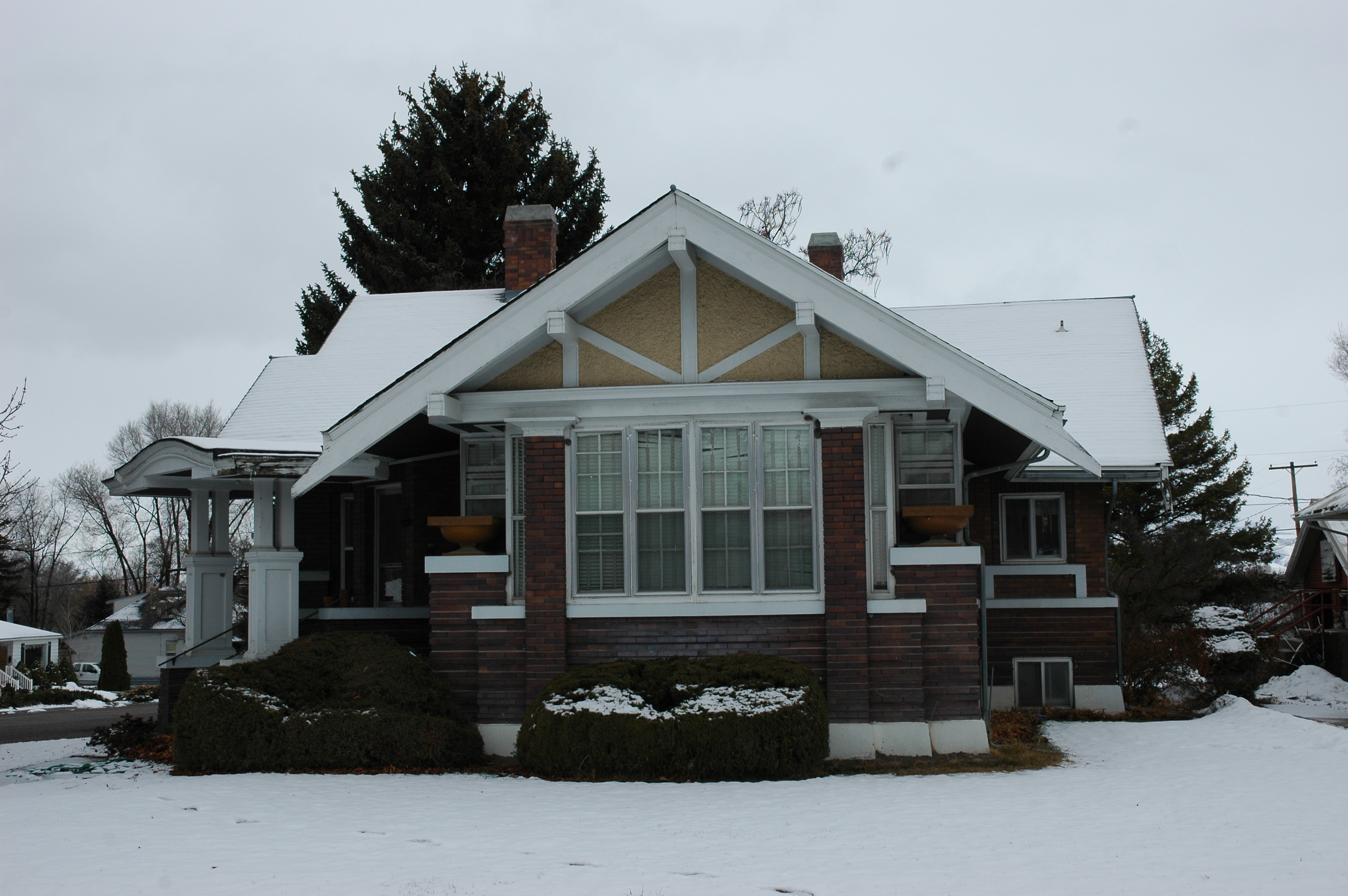
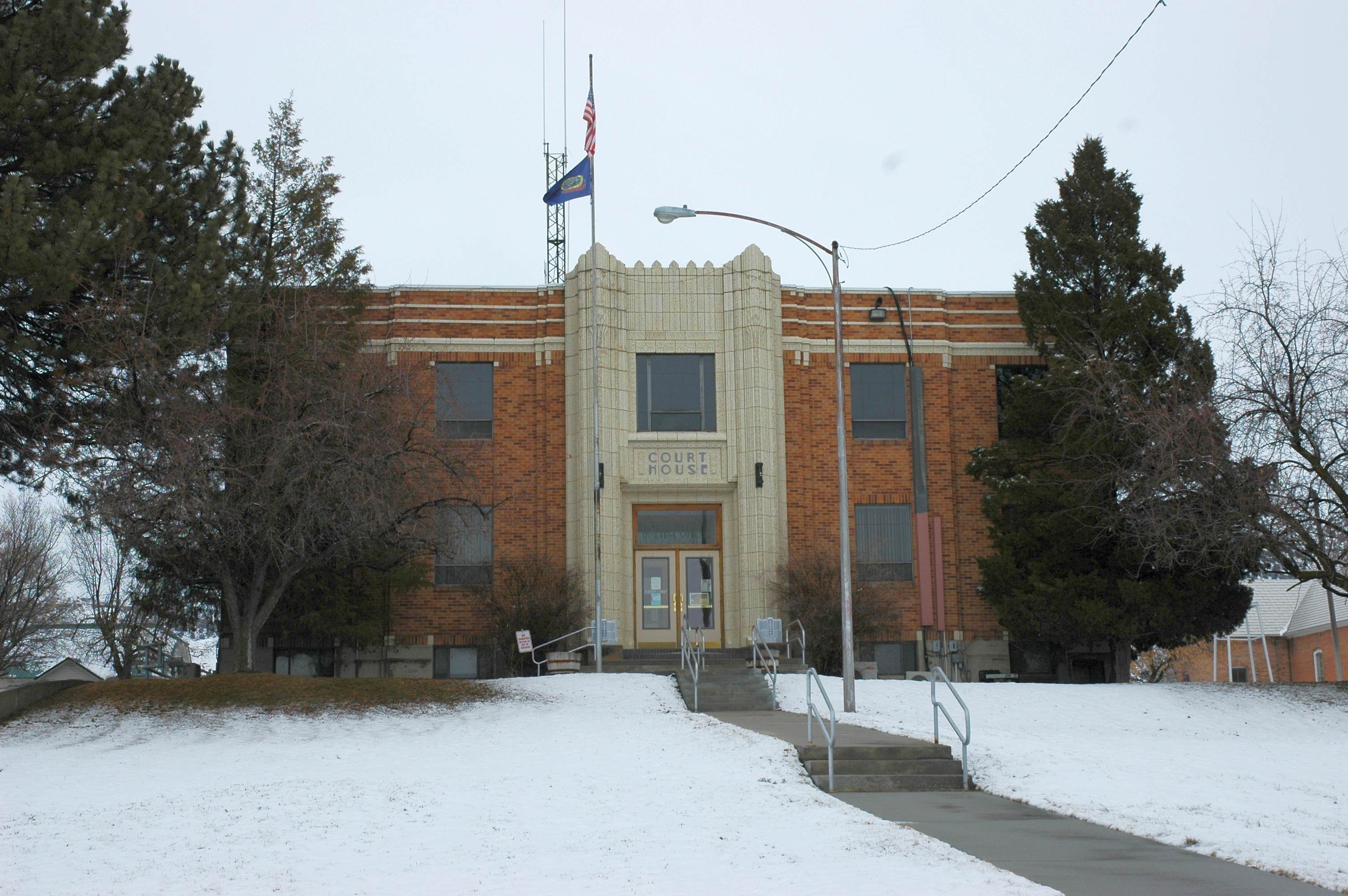
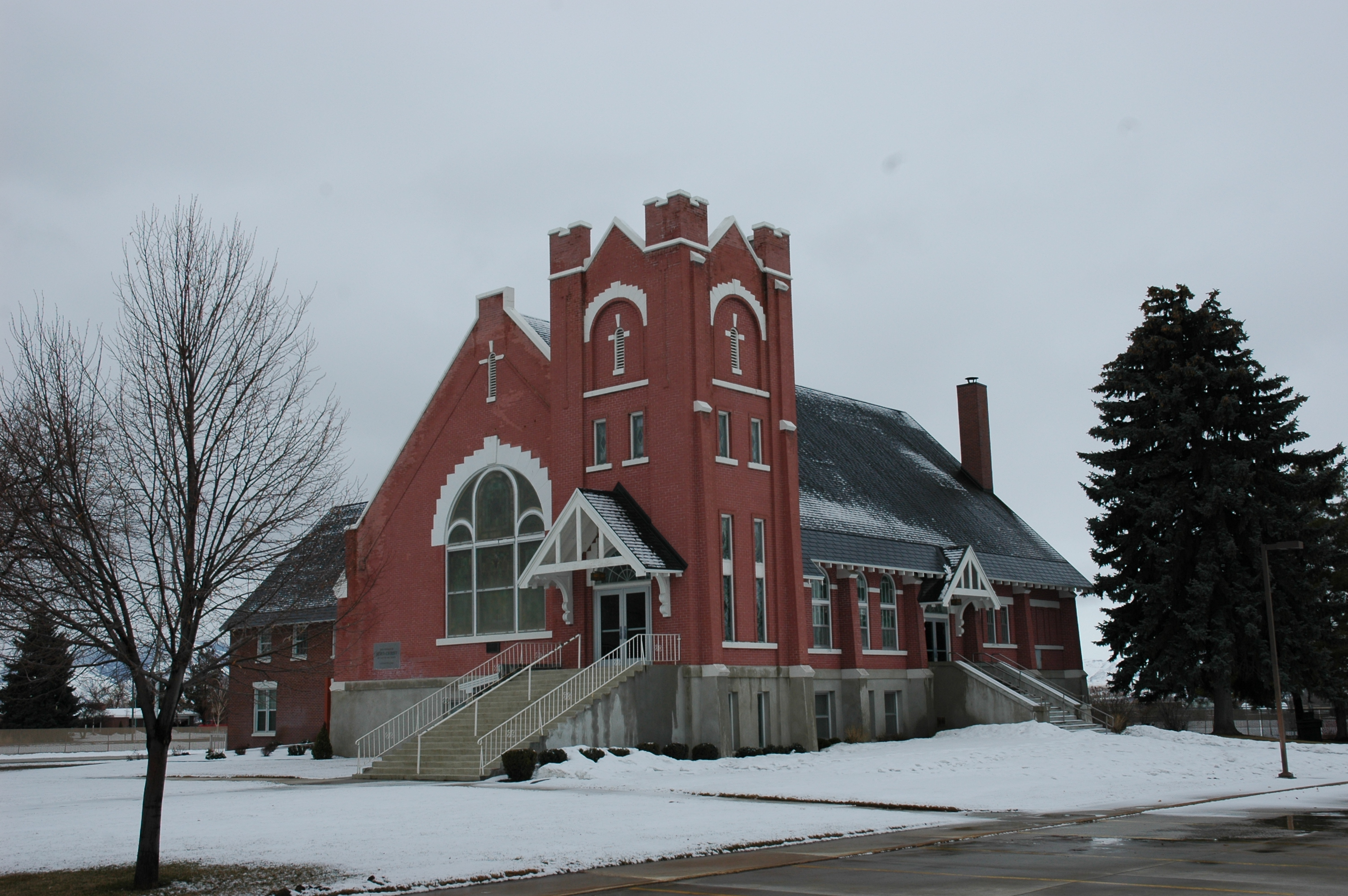

### تعداد عام 2010
بلغ عدد سكان مالاد سيتي 2,095 نسمة بحسب تعداد عام 2010، وبلغ عدد الأسر 786 أسرة وعدد العائلات 552 عائلة مقيمة في المدينة. في حين سجلت الكثافة السكانية 1,262.0 نسمة لكل ميل مربع (487.3/كم2). وبلغ عدد الوحدات السكنية 893 وحدة بمتوسط كثافة قدره 538.0 لكل ميل مربع (207.7/كم2).
وتوزع التركيب العرقي للمدينة بنسبة 96.5% من البيض و0.5% من الأمريكيين الأصليين و0.8% من الأمريكيين ذوي الأصول الآسيوية و1.3% من عرقين مختلطين أو أكثر.
بلغ عدد الأسر 786 أسرة كانت نسبة 34.7% منها لديها أطفال تحت سن الثامنة عشر تعيش معهم، وبلغت نسبة الأزواج القاطنين مع بعضهم البعض 58.7% من أصل المجموع الكلي للأسر، ونسبة 8.0% من الأسر كان لديها معيلات من الإناث دون وجود شريك، بينما كانت نسبة 3.6% من الأسر لديها معيلون من الذكور دون وجود شريكة وكانت نسبة 29.8% من غير العائلات. تألفت نسبة 27.4% من أصل جميع الأسر من أفراد ونسبة 14.1% كانوا يعيش معهم شخص وحيد يبلغ من العمر 65 عاماً فما فوق. وبلغ متوسط حجم الأسرة المعيشية 3.21، أما متوسط حجم العائلات فبلغ 2.60.
بلغ العمر الوسطي للسكان 38.2 عاماً. وكانت نسبة 29.1% من القاطنين تحت سن الثامنة عشر، وكانت نسبة 6% بين الثامنة عشر والأربعة وعشرون عاماً، ونسبة 21.4% كانت واقعةً في الفئة العمرية ما بين الخامسة والعشرين حتى الرابعة والأربعين عاماً، ونسبة 25.6% كانت ما بين الخامسة والأربعين حتى الرابعة والستين، ونسبة 17.9% كانت ضمن فئة الخامسة والستين عاماً فما فوق. وتوزع التركيب الجنسي للسكان بنسبة 49.4% ذكور و50.6% إناث.